# Nackt unter Kannibalen
Nackt unter Kannibalen (Originaltitel: Emanuelle e gli ultimi cannibali, alternativ Emanuelle und die letzten Kannibalen) ist ein italienischer Sexploitation-Film von Joe D’Amato aus dem Jahr 1977. Der Film ist der fünfte Teil der Black-Emanuelle-Filmreihe, der weniger an Erotik als an Gewalt interessiert ist, was anhand einiger Anleihen aus dem Gore-Horrorgenre zu sehen ist.

## Handlung
Die Reporterin Emanuelle befindet sich auf einer geheimen Mission in einer psychiatrischen Anstalt, wo es zu einem kannibalischen Angriff durch eine Patientin auf eine Pflegerin kommt. Die Insassin, eine von südamerikanischen Eingeborenen aufgezogene weiße Frau, trägt ein merkwürdiges Symbol auf ihrem Körper, das nach Aussage eines Völkerkundlers das Zeichen eines angeblich ausgestorbenen Kannibalenstammes ist. Emanuelle wittert eine Story. Sie trifft sich mit dem Anthropologen Mark Lester, mit dem sie anschließend in den amazonischen Regenwald zu einer Expedition reist, um der Sache auf den Grund zu gehen.
Im Dschungel angekommen, suchen sie Marks Freund Wilkes und seine Tochter Isabelle auf, bei denen auch die Ordensschwester Angela zu Besuch ist. Zusammen mit Isabelle, die Vorräte zu einer abgelegenen Mission liefern will, fahren die beiden, begleitet von den Helfern Philippe und Manolo, sowie der Nonne, mit einem Boot den Amazonas entlang ins Unbekannte.
Während einer Rast freunden sich Emanuelle, welche inzwischen eine Beziehung zu Mark eingegangen ist, und Isabelle überdurchschnittlich gut an und werden dabei von einem Zigarette rauchenden Schimpansen (offensichtlich dort beheimatet) bespannt. Später trifft die Gemeinschaft auf den Jäger Donald McKenzie, der Emanuelle vor einer Würgeschlange retten kann, indem er ihr diese vom Hals schießt. Von ihm erfahren sie auch, dass die Mission von Wilden überfallen und zerstört wurde. Im Lager des Jägers machen sie Bekanntschaft mit seiner Frau Maggie McKenzie, die ihren Gatten des Nachts mit seinem Kollegen Salvadore betrügt. Am nächsten Morgen bemerken sie dann, dass Philippe abgeschlachtet und ihr Boot gestohlen wurde. Keine andere Wahl habend, schlagen sie sich auf durch das Dickicht, den Fluss entlang.
Während der Martertour verschwindet die Nonne Angela und wird in einem blutigen Spektakel gequält, ausgeweidet und gegessen. Manolo stirbt durch eine Falle. Die McKenzies finden unterdessen das, wofür sie eigentlich in den Dschungel kamen – ein abgestürztes Kleinflugzeug mit zwei Säckchen Diamanten, was sie sehr erregt. Beim Liebesakt werden sie von den Kannibalen überfallen, welche Donald verwunden und Maggie entführen, die sie bei einem Fruchtbarkeitsritual für ihre Wassergöttin opfern wollen. Die restlichen Abenteurer verfolgen die Wilden zu ihrem Dorf und wollen es von zwei Seiten aus angreifen. Donald, Isabelle und Salvadore von der einen, Emanuelle und Mark von der anderen Seite. Die Sache geht jedoch schief. Salvadore stirbt, Maggie wird verspeist und Donald mit einem Seil gezweiteilt. Isabelle wird von den Stammeskriegern bestiegen und soll geschwängert, am Ufer des Amazonas, ebenfalls geopfert werden.
Emanuelle bekommt eine rettende Idee: Sie malt sich das Kannibalensymbol auf den Bauch und entsteigt vor den Augen der Kannibalen als nackte Wassergöttin, begleitet von einem lauten Knall aus Marks Leuchtpistole, dem Fluss. Die Wilden lassen sich täuschen, woraufhin die „schöne Schwarze“ Isabelle an die Hand nimmt und ins Wasser führt. Schnell schwimmen sie zum wiederbeschafften Boot zurück. Als die Kannibalen den Schwindel bemerken, verfolgen sie die drei Fliehenden. Ohne Zeit zum Ankleiden zu finden, nimmt Emanuelle ein Gewehr in die Hände, mit dem sie einige der Eingeborenen erschießt. Der Motor des Boots kann schließlich gestartet werden und die Entkommenen fangen an sich in Sicherheit zu wägen, als plötzlich der Häuptling, der sich am Boot festgeklammert hatte, auftaucht, aber von Emanuelle mit einem Paddelschlag erledigt werden kann. Angesichts des fatalen Ausgangs dieser Exkursion, beginnt Emanuelle an ihrer Professionalität zu zweifeln, doch Mark beruhigt sie mit den Worten: „Es ist nicht unsere Schuld!“.

## Hintergrund
1977 erlebte der Kannibalenfilm einen Aufschwung. D’Amato, der seine Filme nicht als Kunst ansah, wollte an diesem profitablen Geschäft teilhaben und verband die Erotikszenen aus den Emanuelle-Filmen mit Goreeffekten aus Kannibalenfilmen, jedoch wird den Kannibalen ein eher geringer Raum zugesprochen. Die meiste Zeit dominieren Sexszenen. Diese bleiben in der Kinofassung weitgehend im Bereich des Softcore.
1980 wurde Nackt unter Kannibalen erstmals für das Heimkino ausgewertet. Der deutsche Vertrieb piccolo-film brachte eine 2 × 110 m Fassung heraus, die eine Gesamtspieldauer von ca. 33 Minuten hatte. Diese Fassung konzentriert sich nur auf das Thema Kannibalismus. Somit beginnt die Fassung in der Psychiatrie sowie mit der Recherche und dem Kennenlernen des Professors in New York, um nach ca. 5 Minuten schon das Tuckern des Schlauchbootes am Amazonas zu zeigen. Die zweite Hälfte dieser Fassung entspricht fast dem Ende des Originalfilms. Die Sexszenen wurden in der Super-8-Fassung komplett entfernt.
Eine mittlerweile auf DVD erschienene Fassung, ca. 18 Minuten länger als die Kinofassung, enthält allerdings auch ausführliche Hardcoreszenen. Dennoch war Nackt unter Kannibalen international ein großer Erfolg, so dass die Figur der Emanuelle noch weitere Jahre Abenteuer erleben durfte. Der 5. Teil der Serie ist entgegen vielen Behauptungen nicht am Amazonas gedreht worden, sondern in Italien. Die Amazonas-Kannibalen wurden zum Teil durch bezahlte Touristen aus Asien dargestellt. Die Szenen in New York wurden teilweise parallel mit anderen Black-Emanuelle-Filmen gedreht. So taucht auch hier, wie in einigen Teilen der Serie, eine Szene in einer Aussichtsgondel über dem Hudson River auf, in welcher Laura Gemser und ihr Mann und Schauspielkollege Gabriele Tinti immer das gleiche Outfit tragen. Das Gleiche gilt für die psychiatrische Anstalt, deren Drehort in einem anderen Film der Reihe nochmals als Krankenhaus auftaucht. Lediglich Handlung und Dialog unterscheiden sich. In Deutschland wurde Nackt unter Kannibalen für die Kinoauswertung bereits gekürzt und dieser Fassung auch auf Video veröffentlicht, aber dennoch indiziert. Bis heute gibt es allerdings Fassungen, die noch immer frei verkäuflich sind. Kurz nach der Jahrtausendwende brachte Astro eine beinahe ungeschnittene Veröffentlichung auf den Markt, mit dem Ziel, eine Freigabe zu erlangen (also ein „strafrechtlich unbedenklich“ der JK (Juristenkommission) der SPIO). Die JK verlangte aber eine Schnittauflage von 0,5 Sekunden. Der Film wurde schließlich ohne Freigabe veröffentlicht und dann vom Amtsgericht Berlin-Tiergarten bundesweit beschlagnahmt, insbesondere aufgrund weniger Szenen mit Kannibalismus. In den Niederlanden und Australien wurde Nackt unter Kannibalen ebenfalls nur gekürzt aufgelegt. Erst kürzlich tauchte eine vollkommen unzensierte Fassung auf, mit bislang noch nie gezeigten Szenen. Aufgrund dessen müssen alle älteren Fassungen als nicht komplett ungekürzt angesehen werden.
Der Song „Make Love On The Wing“ stammt von Nico Fidenco und wird von Ulla Linder gesungen.
Nackt unter Kannibalen erlebte am 21. Oktober 1977 seine italienische Premiere und kam in der Bundesrepublik Deutschland am 22. Dezember 1978 in die Kinos. 1980 erschien der Film auf Videokassette.

## Rezeption
„Dieser Pseudo-Schocker ist (S)Exploitation pur und bietet neben ausgiebigen Nacktszenen auch einige harte Kannibalismus-Szenen, die teilweise den Blut-Level von seinen Schund-Epen Maneater (1979) und Sado – Stoß das Tor zur Hölle auf (1980) erreichen, aber kamera- und effekttechnisch so primitiv umgesetzt sind, daß sie nicht den beabsichtigten Schock-Effekt beim Zuschauer erzielen, sondern in Verbindung mit den schlechten Darstellern, die ebenfalls aus der Porno-Branche stammen, nur Gelächter hervorrufen.“

„Was bleibt also abschließend zu sagen: Der Film ist einfach nur nett für Fans und schlecht für Hasser. Die echten D´Amato Fans werden sich eher auf andere Werke des Meisters stürzen – kennen werden sie ihn alle. Als Einstiegsfilm ist er aber insofern geeignet, da er sowohl die Horror- als auch die Erotikfacetten D´Amatos zeigt, und das waren ja seine Hauptbetätigungsfelder. Die Frage ist aber hier: Ist der Film partytauglich? Ja, wenn keine Frauen anwesend sind – für einen Herrenabend reicht der Film allemal!“